# Elatostema brunneinerve
Elatostema brunneinerve es una especie de planta del género Elatostema, perteneciente a la familia Urticaceae.

## Taxonomía
Elatostema brunneinerve fue descrita por Wen Tsai Wang en 1983.

## Distribución
Se encuentra en el territorio centro-sur y sudeste de China, y también en Vietnam.